# Шэнь-цзун (династия Сун)
Шэнь-цзун (кит. 神宗, личное имя — Чжао Сюй (кит. 趙頊) 25 мая 1048 — 1 апреля 1085) — 6-й китайский император династии Сун в 1067—1085 годах, посмертное имя — Шэн Сяо-хуанди (кит. 聖孝皇帝).

## Биография
Происходил из императорской династии Чжао. Сын императора Ин-цзуна. При рождении получил имя Сюй. В 1067 году в связи с болезнью его отец объявил Чжао Сюя наследником престола. В том же году, после смерти императора, Сюй становится новым правителем империи Сун под именем Шэнь-цзун.
С самого начала правления императора зарекомендовал себя как сторонника социальных реформ, которые он считал необходимыми для внутреннего укрепления государства. В качестве их проводника он избрал философа Ван Аньши, которого в 1069 году назначил своим личным советником, а в 1070 году — канцлером империи (цзайсяном). Реформы касались всех направлений, в частности денежного учета, обращения земли, промышленности, торговли, налогов. Их целью стало справедливое распределение налогового бремени среди населения. При поддержке Шэнь-цзуна Ван Аньши много сделал для увеличения отрабатываемых территорий (их общая площадь возросла до 46670000 га). Постепенно уменьшилось социальное напряжение среди сельского населения. Одновременно началось развитие городов, экономика достигла невиданного развития. Однако эти реформы столкнулись с сопротивлением консерваторов во главе с Сыма Гуаном. Это противостояние продолжалось вплоть до конца правления императора.
Шэнь-цзун решил возобновить активную внешнюю политику в отношении своих соседей. Впрочем, он избрал в качестве направления своей внешней политики не государства киданей Ляо, а страну тангутов Си Ся. Император намеревался отвоевать области, которые входят в состав современной китайской провинции Ганьсу. Сначала сунская армия одерживала победу, но, в конце концов, в 1082 году потерпела сокрушительное поражение в битве при Юнлэ. В результате император был вынужден заключить с Си Ся мирное соглашение на достаточно для него невыгодных условиях.
Шэнь-цзун был любителем искусства и литературы. Особенно он поддерживал художника Цуй Бо, который выполнил множество заказов императора. В правление этого императора был дописан грандиозный труд по истории Китая, работа над которым была начата ещё при его предшественнике в 1065 году.
Также Шэнь-цзун способствовал развитию буддизма. По его приказу в 1080 году построен большой храмовый комплекс Пуцзи на острове Путошань (современная провинция Чжэцзян), передав ему в дар много средств и земель. 1 апреля 1085 года император скончался в возрасте 36 лет. Его преемником стал его сын Чжэ-цзун.